# Superprestige 2006-2007
Navigation
2005-2006 2007-2008
Le Superprestige 2006-2007 est la 25e édition du Superprestige, compétition qui se déroule entre le 15 octobre 2006 et le 17 février 2007 et composée de huit manches pour les élites hommes, espoirs et juniors ayant lieu en Belgique et aux Pays-Bas. Toutes les épreuves font partie du calendrier de la saison de cyclo-cross masculine 2006-2007. Les classements sont remportés par le Belge Sven Nys pour la septième fois chez les élites, par son compatriote Niels Albert pour la troisième fois chez les espoirs et par le Néerlandais Ramon Sinkeldam chez les juniors.

## Barème
Les 15 premiers de chaque course marquent des points pour le classement général. Pour les cyclo-cross d'Asper-Gavere et de Diegem, les points sont doublés.
| Position           | 1er | 2e | 3e | 4e | 5e | 6e | 7e | 8e | 9e | 10e | 11e | 12e | 13e | 14e | 15e |
| Classement général | 15  | 14 | 13 | 12 | 11 | 10 | 9  | 8  | 7  | 6   | 5   | 4   | 3   | 2   | 1   |

## Hommes élites

### Résultats
| # | Date        | Lieu                                                     | Vainqueur | Deuxième            | Troisième           | Leader du classement général |
| - | ----------- | -------------------------------------------------------- | --------- | ------------------- | ------------------- | ---------------------------- |
| 1 | 15 octobre  | Ruddervoorde (Cyclo-cross de Ruddervoorde)               | Sven Nys  | Sven Vanthourenhout | Bart Wellens        | Sven Nys                     |
| 2 | 29 octobre  | Sint-Michielsgestel (Cyclo-cross de Sint-Michielsgestel) | Sven Nys  | Kevin Pauwels       | Richard Groenendaal | Sven Nys                     |
| 3 | 19 novembre | Gavere (Cyclo-cross d'Asper-Gavere)                      | Sven Nys  | Erwin Vervecken     | John Gadret         | Sven Nys                     |
| 4 | 26 novembre | Gieten (Cyclo-cross de Gieten)                           | Sven Nys  | Gerben de Knegt     | Klaas Vantornout    | Sven Nys                     |
| 5 | 10 décembre | Hamme-Zogge (Bollekescross)                              | Sven Nys  | Bart Wellens        | Erwin Vervecken     | Sven Nys                     |
| 6 | 31 décembre | Diegem (Cyclo-cross de Diegem)                           | Sven Nys  | Bart Wellens        | Kevin Pauwels       | Sven Nys                     |
| 7 | 4 février   | Hoogstraten (Vlaamse Aardbeiencross)                     | Sven Nys  | Richard Groenendaal | Gerben de Knegt     | Sven Nys                     |
| 8 | 17 février  | Vorselaar (GP Fidea)                                     | Sven Nys  | Klaas Vantornout    | Erwin Vervecken     | Sven Nys                     |

### Classement général
| Pos | Coureur             | Points |
| --- | ------------------- | ------ |
| 1   | Sven Nys            | 150    |
| 2   | Erwin Vervecken     | 110    |
| 3   | Bart Wellens        | 103    |
| 4   | Sven Vanthourenhout | 99     |
| 5   | Gerben de Knegt     | 95     |
| 6   | Richard Groenendaal | 86     |
| 7   | Klaas Vantornout    | 71     |
| 8   | Kevin Pauwels       | 65     |
| 9   | Petr Dlask          | 58     |
| 10  | John Gadret         | 44     |

## Hommes espoirs

### Résultats
| # | Date        | Lieu                                                     | Vainqueur     | Deuxième      | Troisième             | Leader du classement général |
| - | ----------- | -------------------------------------------------------- | ------------- | ------------- | --------------------- | ---------------------------- |
| 1 | 15 octobre  | Ruddervoorde (Cyclo-cross de Ruddervoorde)               | Zdeněk Štybar | Niels Albert  | Rob Peeters           | Zdeněk Štybar                |
| 2 | 29 octobre  | Sint-Michielsgestel (Cyclo-cross de Sint-Michielsgestel) | Niels Albert  | Zdeněk Štybar | Dieter Vanthourenhout | Zdeněk Štybar / Niels Albert |
| 3 | 19 novembre | Gavere (Cyclo-cross d'Asper-Gavere)                      | Niels Albert  | Zdeněk Štybar | Rob Peeters           | Niels Albert                 |
| 4 | 26 novembre | Gieten (Cyclo-cross de Gieten)                           | Niels Albert  | Zdeněk Štybar | Jempy Drucker         | Niels Albert                 |
| 5 | 10 décembre | Hamme-Zogge (Bollekescross)                              | Niels Albert  | Zdeněk Štybar | Rob Peeters           | Niels Albert                 |
| 6 | 31 décembre | Diegem (Cyclo-cross de Diegem)                           | Niels Albert  | Zdeněk Štybar | Rob Peeters           | Niels Albert                 |
| 7 | 4 février   | Hoogstraten (Vlaamse Aardbeiencross)                     | Niels Albert  | Zdeněk Štybar | Rob Peeters           | Niels Albert                 |
| 8 | 17 février  | Vorselaar (GP Fidea)                                     | Niels Albert  | Zdeněk Štybar | Dieter Vanthourenhout | Niels Albert                 |

### Classement général
| Pos | Coureur       | Points |
| --- | ------------- | ------ |
| 1   | Niels Albert  |        |
| 2   | Zdeněk Štybar |        |
| 3   | Rob Peeters   |        |

## Hommes juniors

### Résultats
| # | Date        | Lieu                                                     | Vainqueur         | Deuxième           | Troisième         | Leader du classement général |
| - | ----------- | -------------------------------------------------------- | ----------------- | ------------------ | ----------------- | ---------------------------- |
| 1 | 15 octobre  | Ruddervoorde (Cyclo-cross de Ruddervoorde)               | Jim Aernouts      | Ramon Sinkeldam    | Vincent Baestaens | Jim Aernouts                 |
| 2 | 29 octobre  | Sint-Michielsgestel (Cyclo-cross de Sint-Michielsgestel) | Jim Aernouts      | Vincent Baestaens  | Ramon Sinkeldam   | Jim Aernouts                 |
| 3 | 19 novembre | Gavere (Cyclo-cross d'Asper-Gavere)                      | Joeri Adams       | Sven Verboven      | Vincent Baestaens |                              |
| 4 | 26 novembre | Gieten (Cyclo-cross de Gieten)                           | Vincent Baestaens | Ramon Sinkeldam    | Joeri Adams       |                              |
| 5 | 10 décembre | Hamme-Zogge (Bollekescross)                              | Vincent Baestaens | Kevin Eeckhout     | Ramon Sinkeldam   |                              |
| 6 | 31 décembre | Diegem (Cyclo-cross de Diegem)                           | Joeri Adams       | Twan van den Brand | Daniel Summerhill |                              |
| 7 | 4 février   | Hoogstraten (Vlaamse Aardbeiencross)                     | Vincent Baestaens | Ramon Sinkeldam    | Joeri Adams       |                              |
| 8 | 17 février  | Vorselaar (GP Fidea)                                     | Joeri Adams       | Ramon Sinkeldam    | Kevin Eeckhout    | Ramon Sinkeldam              |

### Classement général
| Pos | Coureur           | Points |
| --- | ----------------- | ------ |
| 1   | Ramon Sinkeldam   |        |
| 2   | Joeri Adams       |        |
| 3   | Vincent Baestaens |        |